# Anne Frank (Oper)
Anne Frank ist eine Oper in zwei Akten der israelisch-amerikanischen Komponistin Shulamit Ran mit einem Libretto von Charles Kondek nach dem Tagebuch der Anne Frank. Die Uraufführung war am 3. März 2023 im Musical Arts Center der Indiana University Bloomington.

## Handlung

### Erster Akt
Die Oper beginnt mit einer Szene vom Abtransport jüdischer Gefangener durch die Nationalsozialisten. Die Opfer müssen ihre Namen, Lebensdaten und Berufe nennen. Sie fragen vergeblich nach dem Grund für die Aktion.
An ihrem dreizehnten Geburtstag stellt sich Anne Frank ihren Schulkameraden ebenfalls mit Namen, Alter und Profession (Schriftstellerin) vor. Sie zeigt den anderen das Geschenk ihrer Eltern, ein Tagebuch, in das sie alle ihre Erlebnisse eintragen will.
Die Szene wechselt zur Geburtstagsfeier im Hinterhaus in Amsterdam, in dem sich die Familie Frank versteckt halten wird. Anne, ihre Schwester Margot und ihre Eltern Otto und Edith müssen sich in den engen Räumlichkeiten einrichten. Anne schlägt vor, die Situation als Urlaub zu betrachten. Alle hoffen, dass die Judenverfolgung bald aufhört. Unterstützt werden sie von Ottos Sekretärin Miep Gies. Wenig später treffen auch ihre Mitbewohner ein, das Ehepaar Van Daan (Hermann und Auguste van Pels) und ihr Sohn Peter. Sie danken der Familie Frank überschwänglich für ihre Aufnahme. Zur Feier ihrer sicheren Ankunft stoßen alle mit Schnaps und Traubensaft an.
Die beiden Mädchen zeigen Peter sein Zimmer, während die anderen beten. Am Abend schreibt Anne ihre Eindrücke in das Tagebuch. Sie hält Peter für eigenbrötlerisch und glaubt nicht, dass sie ihn mögen wird. Sie muss sich ihr Zimmer mit einem weiteren Flüchtling teilen, dem Zahnarzt Dr. Dussel (Fritz Pfeffer). Während die Frauen und Mädchen in der Küche Kartoffeln zubereiten, bedauern sie, dass es nie anderes Gemüse gibt.
In der Nacht träumt Anne von den verzerrten Klängen der Westerkerk-Glocken und der Gefangennahme von Juden unter der Aufsicht deutscher Soldaten. Sie wird Zeugin der Misshandlung und Ermordung ihrer Freundin Liez. Annes entsetzten Schreie rufen ihre Eltern herbei, die sie beruhigen müssen. Otto und Edith beklagen die furchtbaren Entwicklungen und den Schrecken, der die Familie verfolgt. Sie vermissen das glückliche Kind, dass Anne früher war. Dennoch sind sie zuversichtlich, dass sie überleben wird.
Anne notiert in ihrem Tagebuch die britischen Fortschritte in Nordafrika und erzählt, dass Van Daan schlechte Laune habe, weil ihm die Zigaretten ausgegangen sind. Als ihre Mutter sie zur Mitarbeit im Haushalt rufen will, beharrt sie darauf, dass dies die festgelegte Zeit für ihr Tagebuch sei. Beim Blick aus dem Fenster kann sie kein Grün entdecken, das ihr Hoffnung machen würde.
Es kommt zu Spannungen unter den Mitbewohnern. Dussel beschwert sich bei Otto über das Verschwinden seines Kissens. Er verdächtigt Anne des Diebstahls. Als Edith Anne nach ihrem Befinden fragt, entgegnet diese, dass sie gerne mehr Zeit für sich allein hätte. Ihrem Tagebuch vertraut sie dagegen an, dass sie gerne jemanden hätte, mit dem sie über ihre Gefühle und die Veränderungen in ihrem Körper sprechen könnte. Der unter Entzugserscheinungen leidende Van Daan fordert Miep auf, den Pelzmantel seiner Frau zu verkaufen, um Geld für Zigaretten zu bekommen. Seine Frau kann sich trotz heftigen Protests nicht durchsetzen. Anne schreibt über ihre Gefühle in dieser Situation. Sie wünscht sich nur noch Frieden. Sie hat sich immerhin mit Peter anfreunden können, der zwar nicht viel spricht, aber ihr zuhört.
Wie die Flüchtlinge in ihrem Anbau feiern auch die jüdischen Gefangenen in den Konzentrationslagern das Chanukka-Fest. Ihre Lieder werden vom Gegröle deutscher Wachleute unterbrochen. Trotz allem glaubt Anne noch immer an das Gute im Menschen. Plötzlich ist Lärm aus dem Treppenhaus zu hören. Aus Furcht vor Entdeckung werden die Kerzen gelöscht. Alle erstarren.

### Zweiter Akt
In ihrem Zimmer denken Anne und Peter über ihre zunehmenden Gefühle füreinander nach. Die anderen Familienmitglieder hören im BBC-Radio einen Bericht über die Fortschritte der Alliierten. Trotzdem hält Otto es nicht für ausgeschlossen, dass Deutschland den Krieg gewinnen könnte. Dann wären sie alle verloren. Die anderen bleiben zuversichtlich. Anne schreibt weiter in ihr Tagebuch über die Geschehnisse in ihrem Versteck.
Otto gibt seinen Töchtern Unterricht in Latein. Sie konjugieren das Wort „amare“ – ‚lieben‘. Anschließend eilt Anne zurück zu Peter in ihr Zimmer. Die beiden kommen sich näher, schrecken aber noch vor dem ersten Kuss zurück. Anne will den Tag für immer im Gedächtnis behalten, da sie sich jetzt erwachsen fühlt. Otto hat im Radio gehört, dass die Amerikaner Rom erobert haben. Alle hoffen, dass der Krieg auch für sie bald ein Ende haben wird.
Anne beobachtet aus dem Fenster eine Hochzeitsgesellschaft und fragt sich, ob sie oder Margot jemals heiraten werden. Ihre Mutter warnt sie davor, sich am Fenster zu zeigen. Anne vertraut Margot ihre Gefühle über Peter an, bevor sie sich wieder ihrem Tagebuch widmet. Ihr Vater kommt ins Zimmer, geht aber schnell wieder, um sie nicht in ihrer Konzentration zu stören. Kurz darauf erscheint Miep mit einem Paar roter Schuhe für Anne, die sich sehr über dieses Geschenk freut. Als Anne sie anprobiert und damit tanzt, kommen die anderen Mitglieder der Gesellschaft hinzu und bewundern sie als zukünftigen Filmstar.
Die Gestapo dringt in das Versteck ein und führen die Familien zusammen mit vielen anderen Juden ab. Im Konzentrationslager angekommen, nimmt sich Anne vor, diesen Tag niemals zu vergessen. Sie war immer davon überzeugt gewesen, dass die Jugend einsamer sei als das Alter. Die Szene führt zurück zum Beginn der Oper, als sich die Juden identifizieren müssen. Die Bühne leert sich nach und nach. Übrig bleiben die Schuhe der Gefangenen. Die einzelnen Blätter des Tagebuchs rieseln von der Decke auf den Boden herab.

## Gestaltung

### Musik
Die Komponistin Shulamit Ran legte sich kompositorisch nicht auf einen bestimmten Stil fest. Jeder Szene ist eine eigene musikalische Sprache zugewiesen. Da Anne Frank Ginger Rogers bewunderte, gibt es eine Hollywood-Szene im populären Stil. Andere Stellen enthalten aleatorische (zufallsgesteuerte) Elemente. Es gibt viele düstere Klangeffekte des Orchesters. Die Oper ist äußerst komplex aufgebaut. Arthur Fagen, der Dirigent der Uraufführung, meinte, es sei unter den mehr als hundert von ihm dirigierten Opern die schwierigste, die er jemals eingeprobt habe.

### Struktur
Die Oper ist grob in eine Abfolge von Szenen unterteilt, bei denen es sich der Komponistin zufolge eher um ineinanderfließende „Situationen“ oder Schwerpunkte handelt, von denen einige groß angelegt sind, andere dagegen intim oder kammermusikalisch. Sie sind durch den Chor in den größeren Kontext der äußeren Welt eingebettet.
Der Gegensatz der beiden Ebenen zeigt sich am deutlichsten in den beiden Schlussszenen. In der 12. Szene erhält Anne ein Geschenk von Miep Gies in Form eines Paares roter Schuhe. Die Musik drückt ihre Freude darüber aus und passt sich Annes Geh- und Tanzversuchen an. In der letzten Szene wandelt sich die Musik drastisch. Toncluster des Akkordeons und des Klaviers mischen sich mit Schreien und Stöhnen der Gefangenen des Konzentrationslagers.
Die Szenen tragen die folgenden Bezeichnungen:
Erster Akt
1. Introduction
2. Prisoners’ Chorus
3. Epilogue/Prologue
4. Anne’s First Entrance
5. Diary I
6. Happy Birthday
7. Annex
8. Introduction to the Van Daan’s Arrival
9. The Van Daans
10. Toast
11. Peter’s Room
12. Anne’s Third Diary Read
13. Potatoes
14. Anne’s Nightmare
15. Otto’s Aria
16. Edith and Otto
17. Anne and Edith
18. Anne by the Window
19. Dussel and Otto
20. Second Anne and Edith
21. Anne’s Secret
22. Fur Coat Trio
23. Anne Intermezzo
24. Hanukkah Scene

Zweiter Akt
1. Introduction
2. Peter and Anne
3. Sextet
4. Anne to Herself
5. Edith/Dussel/Edith/Otto
6. Latin Lesson
7. Rendezvous
8. Rome
9. Bride
10. Sisters
11. The Writer: Anne’s Interlude
12. Red Shoes
13. Shoah

## Werkgeschichte
Anne Frank ist die zweite Oper der israelisch-amerikanischen Komponistin Shulamit Ran. Sie entstand im Auftrag der Jacobs School of Music. Das Libretto verfasste Charles Kondek. Es basiert auf dem Tagebuch der Anne Frank. Die Idee zu der Opernfassung hatte Dennis Hanthorn, der Generaldirektor der Atlanta Opera bereits 2008. Er und der spätere Dirigent der Uraufführung, Arthur Fagen (dessen Eltern den Holocaust nur dank des Eingreifens von Oskar Schindler überlebten), beschlossen, die Komposition der Pulitzer-Preisträgerin Ran anzuvertrauen, die Fagen schon seit der Produktion ihrer ersten Oper Between Two Worlds (The Dybbuk) an der Lyric Opera of Chicago 1997 kannte. Es handelt sich um die erste große abendfüllende Oper über das Tagebuch. Zuvor hatten die Anne Frank Fonds lediglich kleinere Kammeropern und Schauspiele genehmigt. Bei den Verhandlungen mit Anne Franks Cousin Buddy Elias vereinbarte man, sich streng an das Tagebuch zu halten. Viele Szenen sind direkt dem Tagebuch entnommen. Die Handlung wird immer wieder von Szenen aus einem Konzentrationslager unterbrochen, in denen die Insassen die Namen und Wohnorte anderer Holocaust-Opfer nennen. Die Verhandlungen über die Rechte zogen sich über einen Zeitraum von mehr als zehn Jahren hin. Als sie endlich erfolgreich abgeschlossen waren, war Hanthorn nicht mehr an der Atlanta Opera tätig und an eine dortige Aufführung nicht mehr zu denken. Auf Fagens Initiative übernahm daher die Indiana University Bloomington, wo er als Dozent tätig war, die Uraufführung.
Die Komponistin Shulimit Ran schrieb im Programmheft der Uraufführungsproduktion, dass sie das Tagebuch der Anne Frank zuerst in hebräischer Sprache gelesen und die folgenden Jahrzehnte immer mit sich geführt habe. Sie selbst habe viele Familienmitglieder im Holocaust verloren und sich mit dem Thema bereits auf unterschiedliche Weise in vorangegangenen Kompositionen auseinandergesetzt. Als Hanthorn mit dem neuen Projekt an sie herantrat, wandte sie sich zuerst an den ebenfalls jüdischen Librettisten ihrer ersten Oper, Charles Kondek, um mit ihm über das Konzept zu sprechen. Beide waren sich einig, die Geschichte auf zwei Ebenen darzustellen und in ihren Kontext einzubetten. Sie wollten Anne Frank als intelligente Person mit großer Vorstellungskraft darstellen, sie aber zugleich als reale Person zeigen, ohne sie auf ein Podest zu heben.
Die Uraufführung war am 3. März 2023 im Musical Arts Center der Indiana University Bloomington. Die musikalische Leitung hatte Arthur Fagen. Regie führte Crystal Manich. Für das Bühnenbild war Mark F. Smith verantwortlich, für die Kostüme Linda Pisano, für die Choreografie Sam Epstein und für das Lichtdesign Allen Hahn. Es spielten Orchester, Chor und Solisten der Jacobs School of Music. Insgesamt gab es vier Aufführungen mit zwei verschiedenen Solistenbesetzungen.

## Aufnahmen
- 3. März 2023 – Arthur Fagen (Dirigent), Crystal Manich (Regie), Mark F. Smith (Bühne), Linda Pisano (Kostüme), Sam Epstein (Choreografie), Allen Hahn (Lichtdesign), Orchester, Chor und Solisten der Jacobs School of Music.
 Kate Johnson (Anne Frank), Sylvester Makobi (Dr. Dussel), Catarine Hancock (Margot Frank), Olivia Gronenthal (Miep Gies), Aaron Murphy (Mr. Van Daan), Jenna Kreider (Mrs. Edith Frank), Cassie Glaeser (Mrs. Van Daan), Benjamin Czarnota (Otto Frank), Jeremy Do (Peter).
 Video; Mitschnitt der Uraufführung im Musical Arts Center der Indiana University Bloomington.
 Videostream auf der Website der Indiana University.[9]
- 4. März 2023 – Arthur Fagen (Dirigent), Crystal Manich (Regie), Mark F. Smith (Bühne), Linda Pisano (Kostüme), Sam Epstein (Choreografie), Allen Hahn (Lichtdesign), Orchester, Chor und Solisten der Jacobs School of Music.
 Anne Slovin (Anne Frank), Bradley Lieto (Dr. Dussel), Shir Ordo (Margot Frank), Alexandra Taylor (Miep Gies), Marcus Timpane (Mr. Van Daan), Lillie Judge (Mrs. Edith Frank), Madeleine Gotschlich (Mrs. Van Daan), Skyler Schlenker (Otto Frank), Charles Vega (Peter).
 Video; Mitschnitt der Uraufführungsproduktion im Musical Arts Center der Indiana University Bloomington.
 Videostream auf der Website der Indiana University.[4]